# كينت أوزبورن
كينت أوزبورن (بالإنجليزية: Kent Osborne) هو كاتب سيناريو وممثل أمريكي، ولد في 30 أغسطس 1969 بنيوجيرسي في الولايات المتحدة.

## أعمال

### أفلام
- (2004) فيلم سبونج بوب سكوير بانتس[5]
- (2009) الوحوش ضد الفضائيين[6]
- (2015) حفر للنار

### مسلسلات
- وقت المغامرة

## وصلات خارجية
- كينت أوزبورن على موقع IMDb (الإنجليزية)
- كينت أوزبورن على موقع ألو سيني (الفرنسية)
- كينت أوزبورن على موقع ميوزك برينز (الإنجليزية)
- كينت أوزبورن على موقع ميوزك برينز (الإنجليزية)
- كينت أوزبورن على موقع أول موفي (الإنجليزية)
- كينت أوزبورن على موقع أول موفي (الإنجليزية)
- كينت أوزبورن على موقع قاعدة بيانات الأفلام السويدية (السويدية)
- كينت أوزبورن على موقع قاعدة بيانات الفيلم (الإنجليزية)
- كينت أوزبورن على موقع كينوبويسك (الروسية)